# Kamil al-Basha
Kamil al-Basha (in arabo كامل الباشا‎?, Kāmil al-Bāshā, anche Kamel El Basha; Gerusalemme, 14 marzo 1962) è un attore e regista teatrale palestinese.

## Biografia
Attore e regista principalmente di teatro, ha recitato anche nei film Amore, furti e altri guai (2015) e Sarah & Saleem - Là dove nulla è possibile (2018). Per il film libanese L'insulto (2017) ha vinto la Coppa Volpi per la migliore interpretazione maschile alla 74ª Mostra internazionale d'arte cinematografica di Venezia.

## Filmografia parziale

### Cinema
- Amore, furti e altri guai (al-Ḥubbu waʿl-sāriqa wa-mashākil ʾukhrā), regia di Muayyid Alayan (2015)
- L'insulto (Qaḍiyya raqm 23), regia di Ziad Doueiri (2017)
- Sarah & Saleem - Là dove nulla è possibile (al-Taqārīr ḥawla Sāra wa-Salīm), regia di Muayyid Alayan (2018)

### Televisione
- Rapina e fuga (Culprits) – serie TV, 4 episodi (2023)

## Doppiatori italiani
Nelle versioni in italiano delle opere in cui ha recitato, Kamil al-Basha è stato doppiato da:
- Marco Mete[1] ne L'insulto[2]
- Antonio Palumbo[3] in Rapina e fuga[4]